# 乔治·吉辛
乔治·罗伯特·吉辛（George Robert Gissing，發音： /ˈɡɪsɪŋ/;；1857年11月22日—1903年12月28日），英国小说家，1880年到1903年之间他发表了23部长篇小说。一开始他是自然主义的一员，后来他成为维多利亚时代后期最杰出的现实主义作家之一。

## 生平

### 早年
吉辛生于韦克菲尔德的一个下层阶级家庭。由于聪明，他赢得了欧文斯学院（现曼彻斯特大学）的奖学金。他在大学里表现出色，赢得许多奖项，包括1875年的莎士比亚奖。不过由于他爱上了年轻的妓女玛丽莲·海伦·哈里森闹出了丑闻。他给她钱，自己钱不足就偷同学的。最后他被逮到，从学校开除，以偷盗罪起诉；最终他被判一年劳役。
1876年10月，在当地同情者帮助下，他渡海至美国，靠给《芝加哥论坛报》写短篇小说赚取不稳定的稿费为生。

### 文学生涯
1877年秋天吉辛返回英格兰，与玛丽莲结了婚，定居伦敦创作长篇小说。他的第一部书《拂晓时的工人》是根据自己的经历创作的，1880年出版；这本书彻底失败了，他不得不做家教来养活自己和酗酒的妻子。1883年他们分居了，但他每周付她一笔钱直到她1888年逝世。
1884年出版了第二部小说《没有阶级地位的人》，在风格和技法上有了进步，获得了中等的好评。在此之后吉辛几乎每年出一部小说，但之后数年仍只能靠写作取得有限的收入（他遭到书商的严重剥削）。他的许多早期小说——包括《布衣》（1986）、《提尔扎》（1887）和《下层社会》（1889）——描写贫穷和工人阶级。1889年-90年他花了几个月呆在意大利，他的下一部小说《被解放的人》讲述了关于自由思想的英国侨民的故事。
1891至1897年之间吉辛写出了他最出名的一系列小说，包括《新格拉布街》、《在放逐中出生的》、《落单女人》、《周年纪念》和《漩涡》。它们描写了文学市场的日益商品化、宗教骗术以及处于男权社会包围中的被解放的女人。这时期他还写了近70篇短篇小说。
1891年2月他与另一工人阶级妇女艾迪思·安德伍德结婚，与她一起移居埃克塞特。他们有两个孩子（沃尔特·伦纳德和艾尔弗雷德·查尔斯·吉辛），但安德伍德不理解丈夫的工作，1897年再次离婚。在生命的最后时刻，他与克拉拉·科利特成为了好友。